# Musaranya de Gansu
La musaranya de Gansu (Sorex cansulus) es troba només a la província xinesa de Gansu.
Es veu amenaçada per la pèrdua del seu hàbitat natural.